# Paradidyma brasiliana
Paradidyma brasiliana är en tvåvingeart som beskrevs av Henry Jonathan Reinhard 1934. Paradidyma brasiliana ingår i släktet Paradidyma och familjen parasitflugor. Inga underarter finns listade i Catalogue of Life.